# Villagonzalo
Villagonzalo és un municipi de la província de Badajoz, a la comunitat autònoma d'Extremadura.

## Eleccions municipals del 2011
| Candidatura | Candidatura                      | Cap de llista           | Vots | Regidors | % vots |
| ----------- | -------------------------------- | ----------------------- | ---- | -------- | ------ |
|             | Partit Socialista Obrer Espanyol | José Luis Marín Barrero | 616  | 6        | 67,99  |
|             | Partit Popular                   | Celeio Vivas Puerto     | 286  | 3        | 31,57  |
|             | nul                              |                         | 10   |          | 1,09   |
|             | vot blanc                        |                         | 4    |          | 0,44   |
| Total       | Total                            | 916                     | 916  | 9        | 100    |